# Acer pectinatum
Acer pectinatum är en kinesträdsväxtart. Acer pectinatum ingår i släktet lönnar, och familjen kinesträdsväxter.

## Underarter
Arten delas in i följande underarter:
- A. p. forrestii
- A. p. laxiflorum
- A. p. maximowiczii
- A. p. pectinatum
- A. p. taronense